# Barnsley Albert
Pour les articles homonymes, voir Albert.
Barnsley Albert, né le 11 avril 1979, est un nageur seychellois.

## Carrière
Aux Jeux africains de 1999 à Johannesbourg, Barnsley Albert est médaillé de bronze du relais 4 x 200 mètres nage libre.
Aux Jeux des îles de l'océan Indien 2003 à Maurice, il est médaillé de bronze du 400 mètres nage libre.